# Celso Montero
Celso Montero Rodríguez (Quintela de Leirado, Orense, 1930 - 18 de junio de 2003) fue un político y sacerdote de Galicia (España).

## Biografía
Su padre emigró a Guinea Ecuatorial. Licenciado en Teología y Ciencias de la Información por la Universidad Pontificia Comillas, dónde conoció Jesús Aguirre y Ortiz de Zárate, Gabino Díaz Merchán, Julián Marías y José Luis López Aranguren. En 1965 enseñó en el seminario de Cochabamba (Bolivia), donde coincidió con compañeros que se unirían posteriormente al movimiento revolucionario de Ernesto Che Guevara en Bolivia y en 1969 visitó La Habana. Fruto de su experiencia en esta visita abandonó sus contactos con el marxismo, en los que se había implicado de la mano de Régis Debray. Vuelto a España abandonó el sacerdocio. Trabajó en el diario La Región de Orense, pero también ha colaborado en El Ciervo, Sábado Gráfico, La Voz de Galicia, Diario 16 y El País. Participó en los volúmenes As relacións Eirexa-Mundo en Galicia (1972), A crisis da concencia relixosa no mundo moderno (1972) y Galicia: conflicto e supervivencia.
Militante del PSdeG-PSOE, del que en 1976 fundó la sección de Orense, ha sido senador por la provincia de Orense y por designación del Parlamento de Galicia entre 1977 y 1989. En la legislatura constituyente fue elegido dentro de la Candidatura Democrática Gallega, una coalición electoral formada por personalidades del centro-izquierda galleguista apoyada por el PSOE (que no se presentó a las elecciones, salvo en Lugo, donde no se presentó la coalición), integrándose en el Grupo Socialista. Ya por el PSOE fue elegido en las siguientes elecciones (1979, 1982 y 1986). En todas las elecciones a las que se presentó fue el senador más votado por la provincia. También fue consejero de trabajo de la Junta de Galicia provisional (1978-1979) y diputado en el Parlamento de Galicia tras las elecciones autonómicas de 1981.[cita requerida] En 1991 fue nombrado vicevaledor del Pueblo.